# Igrzyska Dalekiego Wschodu 1930
IX Igrzyska Dalekiego Wschodu odbyły się w maju 1930 w stolicy Cesarstwa Japońskiego, Tokio. Zawody miały odbyć się w 1929 roku, lecz Japonia postanowiła przenieść datę organizacji Igrzysk na następny rok. Impreza ta zagościła drugi raz w tym mieście i trzeci w Cesarstwie Japońskim.
W zawodach tych brało udział sześć państw:
- Brytyjska Kompania Wschodnioindyjska
- Chiny
- Filipiny
- Hongkong
- Japonia (organizator)
- Syjam